# Río Tomés
El río Tomés es un curso natural de agua que nace cerca en la cordillera de los Andes en la Región de Coquimbo, fluye en dirección general oeste y desemboca en el río Rapel (Grande) al este de la comuna de Monte Patria, en la localidad de Rapel.

## Trayecto
El río Tomés drena las cumbres de la alta cordillera de los Andes.: 279 
El río Rapel (Grande) corre casi paralelo y recibe al mismo río Tomés.: 10 

## Caudal y régimen
El Caudal del río es escaso

## Historia
Luis Risopatrón lo describe en su Diccionario Jeográfico de Chile de 1924 Sobre el río:: 239 
Tomes (Rio). Nace en el portezuelo de Los Relinchos, corre al SW i se vácia en la márjen N del río Rapel. al W de la aldea de este nombre. 118, p. 173; 129; 134; i 156.